# Mario Zorzan
Mario Zorzan (Vicenza, 15 febbraio 1912 – Milano, 28 gennaio 1973) è stato un calciatore italiano, di ruolo portiere.
È scomparso nel 1973 all'età di 60 anni.

## Carriera
Ha militato per sette stagioni col Milan in Serie A, disputando da titolare i primi 4 tornei (fino al 1939), quindi alternandosi per due stagioni fra i pali con Egidio Micheloni, ed infine disputando la stagione 1941-1942 come riserva di Giovanni Rossetti (5 sole presenze).
Prima della sua militanza rossonera ha difeso la porta della squadra della sua città natale, il Vicenza, per 6 stagioni di cui 2 in Serie B.
In carriera ha totalizzato complessivamente 149 presenze in Serie A.

## Statistiche

### Presenze e reti nei club
| Stagione        | Squadra         | Campionato      | Campionato | Campionato | Coppe nazionali | Coppe nazionali | Coppe nazionali | Coppe continentali | Coppe continentali | Coppe continentali | Altre coppe | Altre coppe | Altre coppe | Totale | Totale |
| Stagione        | Squadra         | Comp            | Pres       | Reti       | Comp            | Pres            | Reti            | Comp               | Pres               | Reti               | Comp        | Pres        | Reti        | Pres   | Reti   |
| --------------- | --------------- | --------------- | ---------- | ---------- | --------------- | --------------- | --------------- | ------------------ | ------------------ | ------------------ | ----------- | ----------- | ----------- | ------ | ------ |
| 1935-1936       | Milan           | A               | 28         | -36        | CI              | 4               | -4              | -                  | -                  | -                  | -           | -           | --          | 32     | 40     |
| 1936-1937       | Milan           | A               | 28         | -26        | CI              | 6               | -6              | -                  | -                  | -                  | -           | -           | -           | 34     | -32    |
| 1937-1938       | Milan           | A               | 29         | -27        | CI              | 6               | -5              | CEC                | 0                  | 0                  | -           | -           | -           | 35     | -32    |
| 1938-1939       | Milan           | A               | 24         | -25        | CI              | 4               | -5              | -                  | -                  | -                  | -           | -           | -           | 28     | -30    |
| 1939-1940       | Milan           | A               | 20         | -21        | CI              | 3               | -6              | -                  | -                  | -                  | -           | -           | -           | 23     | -27    |
| 1940-1941       | Milan           | A               | 15         | -17        | CI              | 2               | -3              | -                  | -                  | -                  | -           | -           | -           | 17     | -20    |
| 1941-1942       | Milan           | A               | 5          | -10        | CI              | 2               | -3              | -                  | -                  | -                  | -           | -           | -           | 7      | -13    |
| Totale Milan    | Totale Milan    | Totale Milan    | 149        | -162       |                 | 27              | -32             |                    | 0                  | 0                  |             | -           | -           | 176    | -194   |
| Totale carriera | Totale carriera | Totale carriera | ?          | ?          |                 | ?               | ?               |                    | ?                  | ?                  |             | ?           | ?           | ?      | ?      |